# Nucleopedia
Nucleopedia (по-рано Kernkraft-Wiki) е уики, онлайн енциклопедия на немски език, фокусирана върху темата за ядрената енергия. Представлява отворен проект за сътрудничество с безплатно и отворено съдържание, в който могат да участват доброволци от цял свят. Използва безплатния уики софтуер с отворен код „МедияУики“. Съдържа изключително безплатно съдържание и не включва никакви търговски реклами. Единственият източник на доходи са доброволни дарения за поддръжка на сървъри.

## История
Енциклопедията стартира на 1 февруари 2009 г. под името Kernkraft-Wiki (съкратено kewiki) като отговор на общественото разделение по онова време по отношение на използването на комерсиална ядрена енергия в Германия, след одобрението на закона от 2002 г., който обещава преждевременно спиране на атомните електроцентрали. Преди създаването на Nucleopedia единственият значим източник на информация за ядрената енергия представлява Уикипедия. Той обаче не е много подходящ за тази цел, тъй като едно от правилата му изисква статиите да поддържат неутрална гледна точка, което не представлява идеално решение за подробни статии по тази тема. Идеята е била статиите да включват и различни мнения на експерти и учени и да бъдат обективни. Уикипедия също се сблъсква с ограничения в количеството техническа информация, тъй като общата енциклопедия не е непременно предназначена за подробна, персонална информация, която може да не заинтересува обикновения читател. Единственият начин да се избегнат тези ограничения е да се създаде изцяло нова енциклопедия, фокусирана единствено върху ядрената енергия.
Енциклопедията е основана и управлявана от Дирк Егелкраут, немски ентусиаст и поддръжник на ядрената енергия. През март 2019 г. стартира официален сървър на Nucleopedia Discord, където ентусиастите могат да обсъждат по-нататъшното развитие на Nucleopedia и ядрената енергия. Nucleopedia създава свои официални акаунти в X (Twitter) и Facebook. Към октомври 2024 г. Nucleopedia съдържа 433 статии за ядрената енергия, с над 20 000 на брой направени редакции по страници.